# David Bowman (cầu thủ bóng đá, sinh 1960)
David Michael Bowman (sinh ngày 16 tháng 12 năm 1960 ở Scarborough, Anh) là một cựu cầu thủ bóng đá người Anh.
Ông thi đấu cho Bridlington Town và Scarborough.